# Flyttsjön
Flyttsjön är en sjö i Skellefteå kommun i Västerbotten och ingår i Bureälven-Mångbyåns kustområde. Sjön har en area på 0,148 kvadratkilometer och ligger 69,1 meter över havet.

## Delavrinningsområde
Flyttsjön ingår i det delavrinningsområde (716727-175720) som SMHI kallar för Utloppet av Kårängessjön. Medelhöjden är 88 meter över havet och ytan är 7,2 kvadratkilometer. Det finns inga avrinningsområden uppströms utan avrinningsområdet är högsta punkten. Önnesmarkbäcken som avvattnar avrinningsområdet har biflödesordning 2, vilket innebär att vattnet flödar genom totalt 2 vattendrag innan det når havet efter 23 kilometer. Avrinningsområdet består mestadels av skog (78 procent). Avrinningsområdet har 0,42 kvadratkilometer vattenytor vilket ger det en sjöprocent på 5,8 procent.